# オリョール (国境警備艦)
オリョール(ロシア語:Орёлアリョール)は、ソ連で建造されたロシア連邦の国境警備艦(пограничный сторожевой корабль)である。艦の規模から、しばしばフリゲートに分類される。艦名は、ロシア連邦の都市オリョールに因む。

## 概要

### 来歴
オリョールは、11351号計画「ネレーイ」型国境警備艦の3 番艦として計画された。当初の艦名は第4代ソ連国家保安委員会議長に因んだユーリイ・アンドローポフ(Юрий Андроповユーリイ・アンドローパフ)であった。この新型警備艦は極東方面へ集中配備することが予定され、ユーリイ・アンドローポフも1984年1月11日付けでソ連国家保安委員会(KGB)国境軍海上部への配属が決定された。1983年9月26日にはケルチのB・Ye・ブートマ記念ザリーフ造船所第203工場で起工、1985年11月2日には進水した。1986年5月7日にはイーメニXXVIIスエーズダKPSS(Имени XXVII съезда КПССイーミェニ・ドヴァーッツァチ・スィヂモーヴァ・スイェーズダ・カーペーエーセース)に改称された。これは、ロシア語で「第27回ソ連共産党大会記念」という意味の名称であった。イーメニXXVIIスエーズダKPSSは、この年9月30日には竣工した。
1987年2月10日にはセヴァストーポリを出航、アフリカ大陸沿岸を一周してソ連の極東岸を目指した。ポートサイド、アデン、カムラン湾、ヴラジヴォストークを経由し、3月25日にはナホトカで実働状態に入った。国境や200海里排他的経済水域の警備をその任務とし、場合によっては国境を侵した潜水艦の撃滅や航行船舶の護衛、上陸部隊の安全の確保を行うものとされた。特に、日本海や千島列島(クリル列島)における漁船の違法操業の取締りが目下の主要任務となった。
1991年8月24日にソ連が崩壊すると、イーメニXXVIIスエーズダKPSSは他の艦艇とともにロシア連邦の海上国境警備隊に引き継がれた。1991年12月1日には、共産主義的な名称を嫌いオリョールと改称された。これは、ロシア連邦の都市に因んだ名称であったが、代々戦艦などに用いられてきた由緒ある名称であった。国の経済の悪化から11351型国境警備艦の活動はあまり積極なものとはなり得ず、多くの艦は退役した。2007年現在、稼動状態にあるのはわずかにオリョールと7番艦ヴォロフスキーの2 隻に過ぎない。なお、オリョールは2001年12月にナホトカからペトロパーヴロフスク＝カムチャーツキイに異動している。また、艦長はセルゲイ・チルキンである。

### 要綱
オリョールは、武装としては、短射程艦対空ミサイル・コンプレックスや100 mm両用砲、30 mm多砲身機関砲(近接防禦火器システム)を装備した。レーダーとしてはまず、従来のMR-310U「アンガラー」にかえて当時最新型の3次元レーダーMR-760「フレガートMA」が本艦より採用された。対空捜索レーダーとしては、MR-212/201「ヴァイガーチU」、「ヴォールガ」、「キヴァーチ」が搭載された。これに加え、火器管制レーダーとして対空火器管制用のMPZ-301「バーザ」、主砲管制用のMR-114「バールス」、近接防禦火器システム用のMP-123「ヴィーンペル」電子戦装備としてMP-401S「スタールトS」やPK-16が搭載された。水中音響探知システムとしては、MGK-335S「プラーチナS」と可変追跡装置MGK-345「ブローンザ」、水中通信システムMG-26およびMGS-407Kが搭載された。この他、航法機械、各種データー処理機器及び指揮・通信設備、電子戦用設備を搭載していた。また、後甲板にはKa-27などのヘリコプターを搭載するための飛行甲板と格納庫が備えていた。
ガスタービン動力のエンジンは、30 kn以上の速力と、速力14 knにおける4000 浬の航続力とを保障していた。また、外部からの補給なしに30日間行動を続けることが可能であるとされている。